# Lisa Gerrard
Lisa Germaine Gerrard (Melbourne, 12 aprile 1961) è una cantante, musicista e compositrice australiana che ha raggiunto la fama internazionale con il gruppo Dead Can Dance, formato con Brendan Perry.
La sua carriera prosegue ininterrottamente dal 1981. È stata coinvolta in innumerevoli progetti musicali e non. Nel 2001 ha vinto insieme ad Hans Zimmer il Golden Globe per la migliore colonna sonora per il film Il gladiatore e, sempre per la stessa colonna sonora, ha avuto una nomination per il Premio Oscar.

## Biografia
Nata a Melbourne, Lisa è cresciuta nel quartiere multietnico di Prahran, dove è venuta a contatto con diverse culture. Questo ha contribuito a creare il suo particolare gusto musicale, che sfocerà nei successivi lavori con il gruppo Dead Can Dance, ma anche con i suoi progetti da solista e le sue collaborazioni con altri artisti.

## Carriera
La carriera di Lisa Gerrard inizia nel 1981, a Melbourne, con i Dead Can Dance: originariamente un quartetto, diventerà un trio nel 1982, anno in cui il gruppo si trasferisce a Londra, e successivamente un duo, a seguito del ritorno di un membro in Australia. Il gruppo si scioglie nel 1998; la Gerrard torna in Australia, mentre Perry si trasferisce in Irlanda. Il gruppo si riunisce temporaneamente nel 2005 per un tour mondiale e poi nuovamente nel 2011.

### Carriera solista

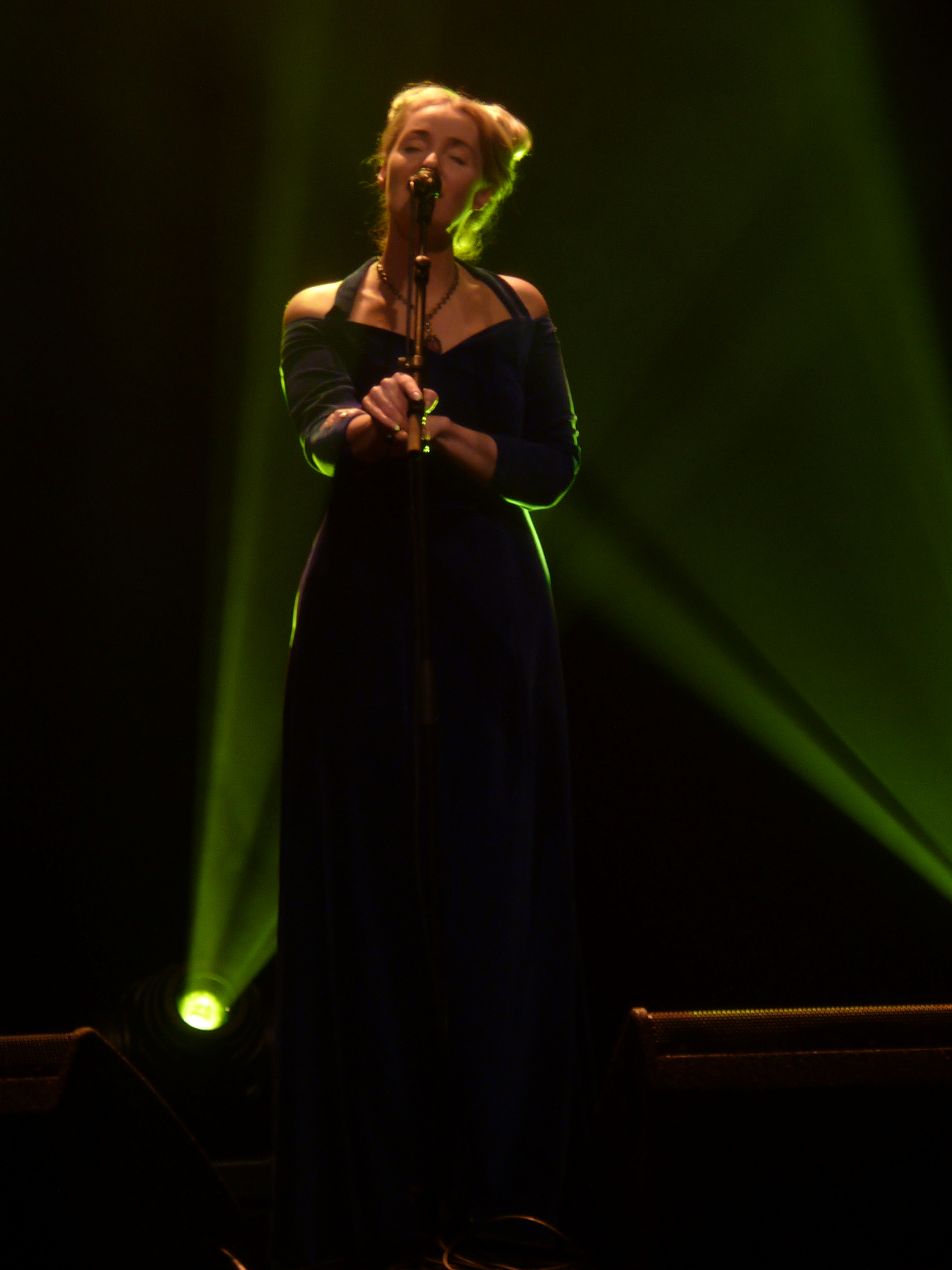
Lisa Gerrard a Parigi, 2009

Nel 1995 pubblica il suo primo album solista, intitolato The Mirror Pool. Dopo aver pubblicato questo album continua a lavorare con il gruppo, pubblicando nel 1996 l'album dei Dead Can Dance, Spiritchaser. Successivamente, dopo il primo scioglimento dei Dead Can Dance, nel 1998 registra l'album Duality, collaborando con Pieter Bourke; da qui inizierà un'assidua collaborazione fra i due artisti per numerosi film, fra cui Insider - Dietro la verità e Alì, per i quali riceveranno una nomination ai Golden Globe nel 2000 e nel 2002 rispettivamente. Nel 2004 Lisa inizia una nuova collaborazione, stavolta con Patrick Cassidy, da cui nascerà l'album Immortal Memory.
Nel settembre del 2006 viene pubblicato il documentario Sanctuary sulla vita e la carriera della cantante e musicista. È il risultato del lavoro svolto dal produttore e regista Clive Collier e contiene interviste a Lisa Gerrard e a persone che con lei hanno collaborato e lavorato.
Nello stesso anno pubblica il suo secondo album da solista, The Silver Tree. Questo album è profondamente diverso da qualsiasi precedente lavoro della cantante, sia da solista che con il gruppo. L'album viene prima pubblicato per essere utilizzato da iTunes. Questo album ha avuto la nomination per l'Australian Music Prize del 2006 e tuttora è uno dei migliori nove album di musicisti australiani.
Nel 2007 pubblica l'album The Best of Lisa Gerrard, che ripercorre tutta la carriera della cantante, dall'epoca dei Dead Can Dance fino alla sua carriera da solista, alle collaborazioni e alle colonne sonore.
Nel 2009 rilascia il suo terzo album solista, il primo sotto l'etichetta Gerrard Records, The Black Opal, in collaborazione con Michael Edwards, Patrick Cassidy, Pieter Bourke e James Orr.
Nel 2011 si riunisce di nuovo a Brendan Perry nei Dead Can Dance, pubblicando un nuovo album in studio, Anastasis.
Nel luglio del 2014, Gerrard pubblica un nuovo album solista dal titolo Twilight Kingdom tramite la propria etichetta Gerrard Records.

### Colonne sonore
La prima esperienza della Gerrard per quanto riguarda il cinema e colonne sonore per film, risale al 1989 con il film spagnolo El niño de la luna del regista Augustìn Villaronga. La colonna sonora fu composta dai Dead Can Dance e Lisa recita nel film.
Successivamente la cantante parteciperà alla realizzazione di numerose colonne sonore, ma la fama arriverà con Insider - Dietro la verità, in collaborazione con Pieter Bourke, e con  Il gladiatore in collaborazione con Hans Zimmer.
Nel 2005 ha collaborato con Ennio Morricone per la colonna sonora del film ungherese Fateless.

## Abilità vocale
Gerrard possiede la gamma vocale di un contralto ma può anche raggiungere la gamma mezzosoprano. La sua voce è stata descritta come ricca, profonda, oscura, triste e unica.
Esempi della gamma di mezzosoprano di Gerrard includono le canzoni "The Host of Seraphim", "Elegy",  "Space Weaver", "Come This Way" e "One Perfect Sunrise".  Gerrard tuttavia si esibisce maggiormente nella gamma drammatico contralto nelle sue altre canzoni "Sanvean", "Sacrifice", "Largo", "Lament" e "Not Yet".
Gerrard canta molte delle sue canzoni, come ad esempio "Now We Are Free", "Come Tenderness", "Serenity", "The Valley of the Moon", "Tempest", "Pilgrimage of Lost Children", "Coming Home" e "Sanvean" in idioglossia (Emissione di suoni inarticolati, privi di qualsiasi senso). Rispetto a questo lavoro, ha detto: "Io canto nella lingua del cuore, è una lingua inventata che ho avuto per un tempo molto lungo, credo di aver iniziato a cantare quando avevo circa 12 anni. E credevo di parlare a Dio quando cantavo in quella lingua ".

## Discografia

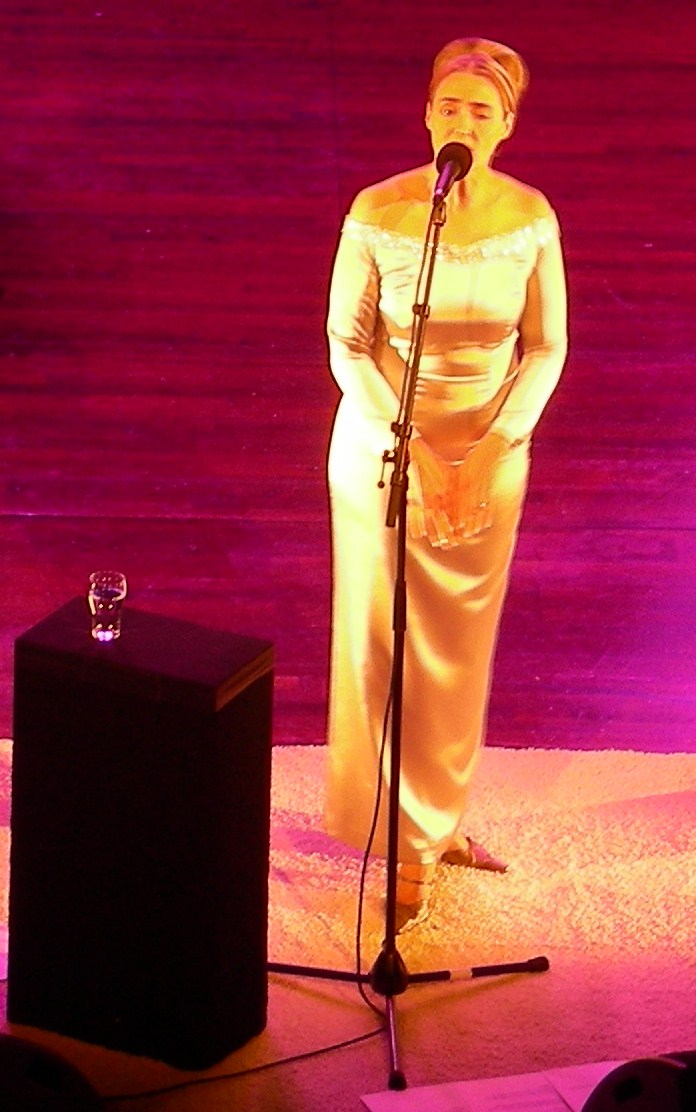
Lisa Gerrard in una tappa del suo tour europeo del 2007

### Discografia con Dead Can Dance
- 1984 - Dead Can Dance
- 1985 - Spleen and Ideal
- 1987 - Within the Realm of a Dying Sun
- 1988 - The Serpent's Egg
- 1990 - Aion
- 1993 - Into the Labyrinth
- 1994 - Toward the Within (live)
- 1996 - Spiritchaser
- 2012 - Anastasis
- 2013 - In Concert (live)
- 2018 - Dionysus

### Discografia solista
- 1995 - The Mirror Pool
- 2006 - The Silver Tree
- 2007 - The Best of Lisa Gerrard
- 2009 - The Black Opal
- 2014 - Twilight Kingdom

### Collaborazioni
- 1998 - Duality con Pieter Bourke
- 2004 - Immortal Memory con Patrick Cassidy
- 2005 - A Thousands Roads, con Jeff Rona
- 2006 - Ashes and Snow con Patrick Cassidy
- 2008 - Farscape con Klaus Schulze
- 2008 - Rheingold con Klaus Schulze
- 2009 - Dziękuję Bardzo con Klaus Schulze
- 2009 - Come Quietly con Klaus Schulze
- 2010 - Departum con Marcello de Francisci
- 2010 - The Trail of Genghis Khan con Cye Wood
- 2013 - Shadowlands con Klaus Schulze
- 2015 - The Sum of Its Parts con Chicane
- 2015 - Wyld's Call, Armello OST con Michael Allen
- 2018 - Hiraeth con David Kuckhermann
- 2018 - BooCheeMish con The Mystery of Bulgarian Voices
- 2019 - Melodies Of My Youth con Zbigniew Preisner and Dominik Wania
- 2020 - Symphony No. 3: Symphony Of Sorrowful Songs con Yordan Kamdzhalov e The Genesis Orchestra
- 2021 - Burn con Jules Maxwell

### Singoli
- 1995 - Sanvean
- 1998 - The Human Game
- 2003 - Abwoon

## Partecipazioni a colonne sonore
- Il gladiatore II (2024)
- Dune - Parte due (2024)
- Dune (2021)
- Zack Snyder's Justice League (2021)
- 2:22 (2017)
- Jane Got a Gun (2015)
- Tanna (2015)
- The Water Diviner (2014)
- Son of God (2014)
- La Bibbia (2014) - TV
- I, Frankenstein (2014)
- L'uomo d'acciaio (2013)
- Rurouni Kenshin (2012)
- Deus Ex: Human Revolution (2011)
- Samsara (2011) - musica originale con Michael Stearns e Marcello de Francisci
- Il regno di Ga'Hoole - La leggenda dei guardiani (2010)
- Henry Poole - Lassù qualcuno ti ama (2008)
- Ichi (2008)
- Playing for Charlie (2008)
- Seoul Train
- The mist (2007) (come Dead Can Dance)
- The Greater Meaning of Water (2006)
- Fateless (2005) con Ennio Morricone ("A song", "A voice from the inside", "Return to the life")
- Constantine (2005)
- A Thousand Roads (2005) con Jeff Rona
- The Pusher (2004)
- Salem's Lot, (miniserie televisiva) (2004) con Patrick Cassidy e Christopher Gordon
- Man on Fire (voce per la colonna sonora di Harry Gregson-Williams)
- La Passione di Cristo (2004) con Patrick Cassidy
- One Perfect Day (2004)
- King Arthur (2004) - Canzone: "Amergin's Invocation"
- West Wing - Tutti gli uomini del Presidente (serie televisiva) (2003) - Canzone: "Sanvean"
- L'ultima alba (2003) con Hans Zimmer
- La ragazza delle balene (2002)
- Alì (2001) con Pieter Bourke
- Black Hawk Down - Black Hawk abbattuto (2001) - Canzone: "J'Attends - Gortoz A Ran" con Denez Prigent
- Mission: Impossible 2 (2000) con Hans Zimmer
- Il gladiatore (2000) con Hans Zimmer
- Insider - Dietro la verità (1999) con Pieter Bourke
- Il 13º guerriero (1999) con Graeme Revell
- Nadro (1998)
- Heat - La sfida (1995) con canzoni provenienti da The Mirror Pool.
- Baraka (1992) (come Dead Can Dance, con Michael Stearns)
- El Niño de la Luna (1989) (come Dead Can Dance, debutto cinematografico di Lisa Gerrard)
- Demoni 2 - L'incubo ritorna (1986) (come Dead Can Dance)